# 80-я кавалерийская дивизия
80-я кавалерийская дивизия — воинское соединение Вооружённых Сил СССР во Второй мировой войне.

## История дивизии
Формирование дивизии начато в августе 1941 года в Уральском военном округе, в Камышлове.
В составе действующей армии во время Великой Отечественной войны с 4 декабря 1941 года по 25 августа 1942 года.
По директиве от 2 ноября 1941 года дивизия начала переброску в Галич, вошла в состав 28-й армии, однако по приказу Ставки от 8 декабря 1941 года была погружена на станции Данилов и переправлена на Волховский фронт, где разгрузилась на станциях Большой Двор, Пикалёво и вступила в бои у деревни Витка в ходе Тихвинской наступательной операции, наступая в направлении Кириши. В конце декабря 1941 года под Киришами в дивизию были переданы в оперативное подчинение остатки 27-й кавалерийской дивизии и 1-я гренадерская бригада. Вместе с ними дивизия форсировала Волхов, имела продвижение вперёд, но была отброшена на исходные. В течение января 1942 года ведёт постоянные бои у Киришей, атакуя вместе с приданными 85-м и 88-м лыжными батальонами Кириши с юга.
В феврале 1942 года была передана во 2-ю ударную армию. 18 февраля 1942 года вошла в прорыв у Мясного Бора и прибыла вместе с 39-м и 42-м лыжными батальонами в район Красной Горки, усилив 13-й кавалерийский корпус. Дивизия, вместе с батальонами, 1100-м стрелковым полком и ротой 7-й гвардейской танковой бригады вошла в состав передового отряда, задачей которого было нанести удар в направлении Красная Горка, Кирково, выйти в район Любани, где перерезать железную и шоссейную дорогу Чудово — Ленинград. 19 февраля 1942 года дивизия в наступлении приняла бой с 454-й пехотной дивизией, овладела Красной Горкой, на подступах к селению было захвачено 16 блиндажей, 7 автоматов, 30 винтовок, 2 тонны тола, 6 километров телефонного кабеля. Прорвав оборону противника, при поддержке 18-го армейского артиллерийского полка, начала развивать наступление на Любань и продвинулась до реки Сичева. 25 февраля 1942 года дивизия одним полком предприняла попытку наступления, но была остановлена в 4 километрах западнее посёлка Варваринский пулемётным огнём из укреплений, а затем и мощному авианалёту, в результате чего 100-й кавалерийский полк потерял всех лошадей. Немецкие войска, подтянув резервы, сумели смять лыжные батальоны, которые прикрывали фланги, и передовой отряд оказался в окружении, тем не менее не оставляя попыток пробиться к Любани. Сумев продвинуться северо-западнее деревни Кирково, отряд смог ворваться на юго-западные окраины Любани, но был отброшен на три километра от города, после чего, не имея продовольствия, испытывая нехватку боеприпасов, в течение десяти дней отбивал атаки противника. Лишь в ночь с 8 на 9 марта 1942 года остатки дивизии с приданным 1100-м стрелковым полком, уничтожив тяжёлое вооружение (в том числе пулемёты) сумела прорваться прорвались к своим. К утру 10 марта 1942 года дивизия вышла в район посёлка Радофинниково и приступила к приведению себя в порядок и уточнению потерь и наличие людского состава. Дивизия, будучи в окружении потеряла убитыми, ранеными и пропавшими без вести 640 человек.
Дивизия в составе корпуса была выведена в район Финева Луга на отдых и укомплектование. В начале операции по выводу из окружения 2-й ударной армии, в середине мая 1942 года дивизия была выведена из Любанского выступа, в котором оборонялась 2-я ударная армия. В июне 1942 года участвует в боях по выводу частей 2-й ударной армии из окружения, в которое к тому времени попали части армии. Уже с начала июля 1942 года начала расформирование, так в частности 750 человек из состава 25-й и 80-й кавалерийской дивизии переданы на пополнение 58-й стрелковой бригады, затем за счёт дивизии была пополнена 24-я гвардейская стрелковая дивизия.
Официально расформирована 25 августа 1942 года.

## Подчинение
| Дата                  | Фронт (округ)                                              | Армия             | Корпус (группа)           | Примечания |
| --------------------- | ---------------------------------------------------------- | ----------------- | ------------------------- | ---------- |
| 01 сентября 1941 года | Уральский военный округ                                    | -                 | -                         | -          |
| 01 октября 1941 года  | Уральский военный округ                                    | -                 | -                         | -          |
| 01 ноября 1941 года   | Уральский военный округ                                    | -                 | -                         | -          |
| 01 декабря 1941 года  | Резерв Ставки ВГК                                          | -                 | -                         | -          |
| 01 января 1942 года   | Волховский фронт                                           | 4-я армия         | -                         | -          |
| 01 февраля 1942 года  | Волховский фронт                                           | 2-я ударная армия | 13-й кавалерийский корпус | -          |
| 01 марта 1942 года    | Волховский фронт                                           | 2-я ударная армия | 13-й кавалерийский корпус | -          |
| 01 апреля 1942 года   | Волховский фронт                                           | 2-я ударная армия | 13-й кавалерийский корпус | -          |
| 01 мая 1942 года      | Ленинградский фронт (Группа войск Волховского направления) | 2-я ударная армия | 13-й кавалерийский корпус | -          |
| 01 июня 1942 года     | Ленинградский фронт (Волховская группа войск)              | -                 | 13-й кавалерийский корпус | -          |
| 01 июля 1942 года     | Волховский фронт                                           | -                 | 13-й кавалерийский корпус | -          |

## Состав
- 200-й кавалерийский полк
- 205-й кавалерийский полк
- 210-й кавалерийский полк
- 77-й конно-артиллерийский дивизион
- 77-й артиллерийский парк
- 59-й отдельный полуэскадрон связи
- 57-й медико-санитарный эскадрон
- 80-й отдельный эскадрон химической защиты
- 61-й продовольственный транспорт
- 297-й дивизионный ветеринарный лазарет
- 1521-я полевая почтовая станция
- 1007-я полевая касса Госбанка

## Командиры
- Гончаренко, Фёдор Митрофанович, капитан, с 22.08.1941 по 03.09.1941
- Сланов, Леонид Алексеевич, полковник, с 04.09.1941 по 28.02.1942
- Поляков, Николай Антонович, подполковник, с 01.03.1942 по 31.05.1942
- Лавров, Павел Петрович, подполковник, с 01.06.1942 по 30.07.1942
- Тесля, Иван Трофимович, полковник, с 01.08.1942 по 25.08.1942[2]